# ウィヴェンホー・タウンFC
ウィヴェンホー・タウン・フットボールクラブ（Wivenhoe Town Football Club）は、イングランド、エセックス州、コルチェスター内、ウィヴェンホーを本拠地とするサッカークラブチームである。2007-2008シーズンはイスミアンリーグ・ディヴィジョン1・ノース（8部相当）に所属。

## タイトル

### 国内タイトル
- イスミアンリーグ・ディヴィジョン2・ノース:1回

1987-1988
- イスミアンリーグ・ディヴィジョン1:1回

1989-1990

### 国際タイトル
- なし